# Раскина, Мария Абрамовна
Мария Абрамовна Раскина (1862—1912) — российский врач, бактериолог, писательница, переводчица.

## Биография
Медицинское образование получила на женских медицинских курсах при Николаевском военном госпитале, которые окончила с отличием в 1886 году. Вся научно-практическая деятельность Раскиной проходила в Императорском клиническом институте великой княгини Елены Павловны.
С 1896 года читала врачам-слушателям института курс общей бактериологии, а в последние годы ещё и курс серодиагностики и серотерапии.
Во время своих заграничных поездок М. Раскина работала в клиниках О. Лассара, А. Нейссера, в Институте инфекционных болезней Коха, в гигиенических лабораториях Кёнигсбергского и Бреславльского университетов.

## Научная деятельность
Автор около 30 научных трудов (в русских и немецких медицинских и бактериологических журналах, в энциклопедических словарях).
Главнейшие работы М. Раскиной касаются этиологии скарлатины и причин осложнений при этой болезни, бактериолизинов в холерной сыворотке, окраски дифтерийных палочек и т. д.

## Избранные труды
- Холера азиатская и европейская / Соч. Д-ра М. А. Раскиной, под ред. и с доп. проф. М. И. Афанасьева // Санкт-Петербург : журн. «Практ. медицина» (В. С. Эттингера), 1892.
- Как предохранить себя от заболевания холерою? / Д-р М. А. Раскина // Санкт-Петербург : тип. В. С. Эттингера, 1892.

## Литературное творчество
Под псевдонимом М. Морской опубликовала в периодических изданиях несколько повестей и рассказов («Итоги», «Ошибка», «Накипь» и др.). Они были собраны в книге «Повести и рассказы».
Переводила и дополняла сочинения Феликса Клемперера «Основы клинической бактериологии для врачей и студентов» (СПб., 1895), а также с французского книгу профессора А. Готье «Питание и режимы для здорового и больного человека» (СПб., 1906).